# Мерквиладзе Гаррі Олександрович
Гаррі Олександрович Мерквиладзе (17 лютого 1923 — 2 квітня 1971) — радянський військовий льотчик, Герой Радянського Союзу (1945). Генерал-майор авіації.

## Біографія
Народився 17 лютого 1923 року в Батумі (Грузія). Грузин. Закінчив 9 класів школи.
У 1941 році був мобілізований до Червоної Армії. У тому ж році закінчив Тбіліську, а в 1942 році — Армавірську військову авіаційну школу пілотів. У 1943 році вступив в члени ВКП(б).
Воєнний час.
На фронтах німецько-радянської війни з березня 1943 року. Заступник командира ескадрильї 152-го гвардійського винищувального авіаційного полку (12-а гвардійська винищувальна дивізія, 1-й гвардійський штурмовий авіаційний корпус, 2-а повітряна армія, 1-й Український фронт). Воював на Воронезькому, Степовому, 2-му і 1-му Українських фронтах.
До травня 1945 року здійснив 386 бойових вильотів та брав участь в 87 повітряних боях, збив 13 літаків супротивника і ще 2 — в складі групи, також збив один ворожий аеростат.
27 червня 1945 року гвардії старшому лейтенанту Мерквіладзе Г. О. присвоєно звання Героя Радянського Союзу.
Після війни продовжив службу. У 1952 році Г. А. Мерквіладзе закінчив Військово-повітряну академію, в 1961 році — Військову академію Генерального штабу.
У 1970 році у званні генерал-майора авіації пішов в запас. Проживав в Тбілісі. Помер 2 квітня 1971 року.

## Нагороди
Нагороджений також орденами:
- Леніна
- трьома Червоного Прапора
- Олександра Невського
- Вітчизняної війни 1-го ступеня
- трьома Червоної Зірки